# Космос (Серравалле)
Космос (італ. Società Sportiva Cosmos) — сан-маринський футбольний клуб із Серравалле. Клуб заснований у 1979 році. У сезоні 2015–2016 виступає у групі A.

## Досягнення
- Чемпіон Сан-Марино: 2001
- Володар кубка Сан-Марино: 1980, 1981, 1995, 1999
- Володар суперкубка Сан-Марино: 1995, 1998, 1999